# 오픈캡쳐
오픈캡쳐(OpenCapture)는 윈도우용으로 개발된, 스크린샷을 찍는 프로그램이다.
본래 개인이 개발하던 프리웨어 프로그램이었으며, 이후 소스 코드를 공개하기도 하였다.
2012년 1월에 엣지소프트에 인수되었다.

## 논란
오픈캡쳐는 본래 사용에 제한이 없는 프리웨어였지만, 엣지소프트에 인수된 이후 2012년 1월에 기업 사용자는 유료 라이선스를 판매하는 부분 유료화로 정책이 변경되었으며 2012년 12월부터 이에 대한 비용을 요구하기 시작했다. 개인 사용자의 경우, 핸드폰 번호를 입력하지 않으면 광고가 나타나기도 했다.
또한 오픈캡쳐가 유료화된 이후 이용자의 MAC 주소를 수집한다는 사실이 알려졌다.